# Adalbert von Francken-Sierstorpff
Adalbert Klodwig Julius Friedrich Wilhelm Heinrich Kaspar Karl Waldemar Graf von Francken-Sierstorpff (* 30. September 1856 in Koppitz; † 27. Mai 1922 auf Eltviller Aue) war ein preußisch-deutscher Großgrundbesitzer, Geschäftsmann, Philanthrop und Sportfunktionär.

## Leben
Seiner Familie, dem Adelsgeschlecht Francken-Sierstorpff, gehörten große Ländereien im Landkreis Grottkau in Niederschlesien. Sein Vater war Feodor von Francken-Sierstorpff, die Mutter Klara, geborene Gräfin Henckel von Donnersmarck. Er studierte in Bonn und gehörte seit seinem Studium dem Studentencorps der Bonner Borussen an.
Graf von Francken-Sierstorpff war Mitgründer und Vizepräsident des Deutschen Automobilclubs (ab 1905 Kaiserlicher Automobil Club), später Automobilclub von Deutschland (AvD) und setzte sich ab 1906 für einheitliche Verkehrszeichen in ganz Europa ein. Er war der Vorsitzende der Technischen Kommission des Automobilclubs. Von 1909 bis 1919 war er Mitglied des Internationalen Olympischen Komitees. Hier setzte er, der von frühester Jugend an in Schlesien Ski gelaufen war, sich sehr dafür ein, dass im Zusammenhang mit den an Berlin vergebenen Olympischen Sommerspiele 1916 auf dem Feldberg im Schwarzwald eine olympische Wintersportwoche stattfinden sollte. Da er als Automobilklub-Funktionär mit dem Nebeneinander von verschiedenen Verbänden gleicher Aufgabenstellung viel Erfahrung hatte und er Monopol ablehnte, setzte er sich gegen die Monopolbestrebungen der entstehenden internationalen Fachverbände ein, so gegen die UCI, die für die Olympischen Spiele ein Monopol beanspruchte.

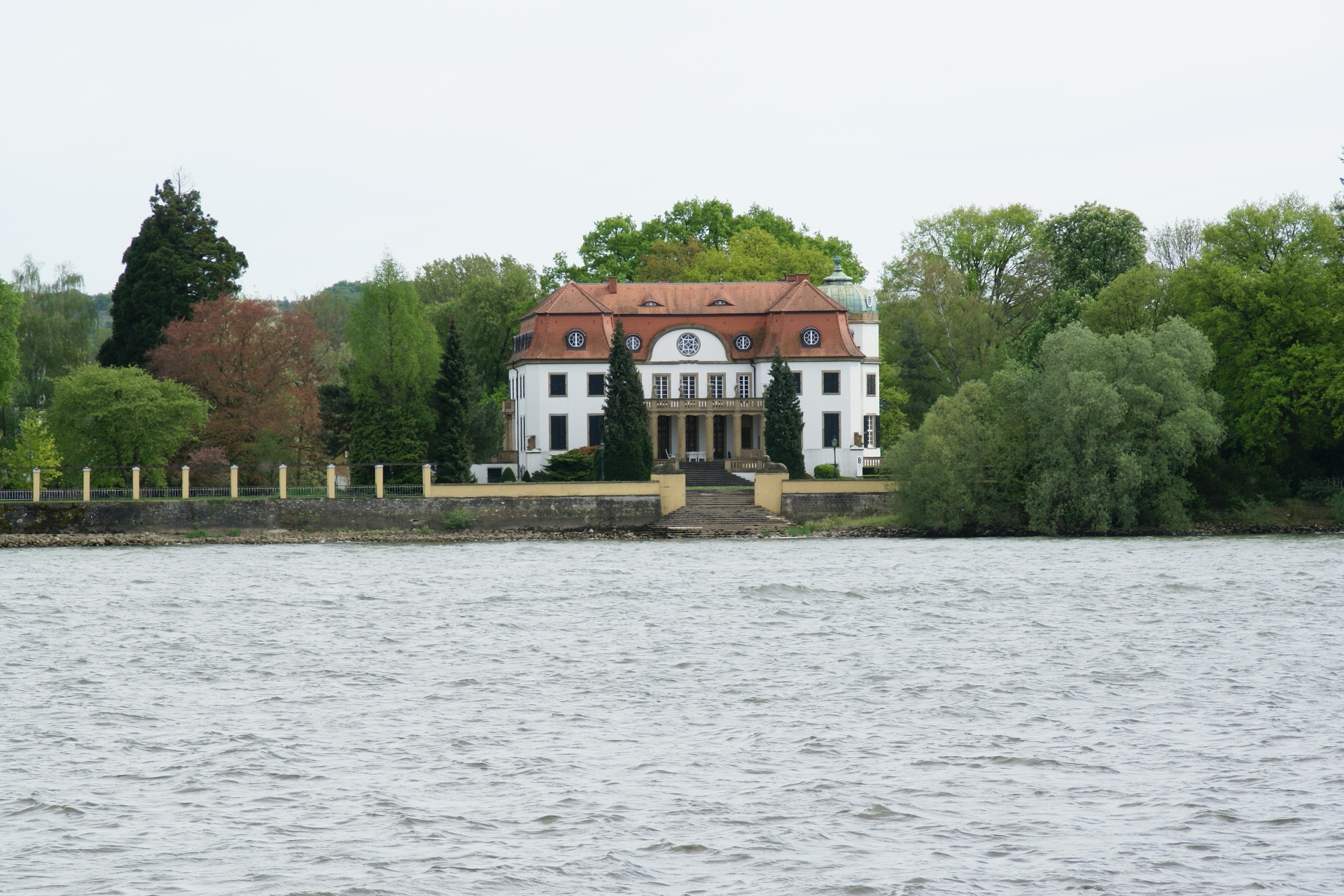
Herrenhaus auf der Königsklinger Aue

Er heiratete 1912 Baronin Bertha Lucius von Stoedten, die 1907 von Hellmuth Lucius von Stoedten Ballhausen geschieden wurde. Sie war eine geborene Freiin von Stumm-Halberg und hatte 1901 die Königsklinger Aue bei Eltville von ihrem Vater Carl Ferdinand von Stumm-Halberg, liiert mit Ida Böcking, geerbt. Sie ließ sich gegenüber der Eltviller Rheinpromenade 1912 ein neues Herrenhaus bauen. Mit der Hochzeit ändert sich der Name der Eheleute zu „Franken-Sierstorpff“. Im nahen Heidesheim am Rhein stiftete er u. a. 60 Sozialwohnungen, die noch heute existieren. Das Ehepaar selbst hatte keine Kinder.
Graf Adalbert war einer der markantesten Vorkämpfer des deutschen Automobilismus. Er war Präsidialmitglied des Deutschen Automobilverbandes, 65. Mitglied des Internationalen Olympischen Komitees, Mitbegründer der Olympischen Winterspiele, Vorstandsmitglied des Motor-Yachtclub von Deutschland, Vorstandsmitglied des Deutschen Luftfahrer-Verbandes, Vorstandsmitglied des Union-Klubs, Berlin Hoppegarten (Pferdesport).
Er starb unerwartet am Abend des 27. Mai 1922 auf seinem Wohnsitz auf der Insel. Die äußerst schlichte Beisetzung fand am 31. Mai zunächst im Teehaus, im Süden der Rheininsel statt. Um 1924 wurde sein Zinksarg in ein eigens erbautes Mausoleum im Norden der Insel umgebettet. 1955 wurde die Insel von den Nachfahren Berthas verkauft und der Sarg Adalberts wurde still neben seiner 1949 verstorbenen Ehefrau Bertha nach Oberrod/Taunus umgebettet. Sein Grab wurde um 1990 eingeebnet und im Juli 2015 auf Betreiben von Michael Kelm wieder neu eingerichtet, der die Grabstelle im Rahmen seiner Recherchen über die Ursprünge der deutschen Verkehrsschilder ausfindig machte. Er hatte in abgesprochener Eigenarbeit das Grab des Grafen, seiner Witwe und einer Tochter der Gräfin wieder aufgebaut und es von dem Berliner Weihbischof Bürgener im Mai 2016 einsegnen lassen.